# Coupe du monde de skeleton
La coupe du monde de skeleton est une compétition annuelle de skeleton. Elle est composée de plusieurs épreuves où chaque skeletoneur(se) marque des points en vue du titre au général. Le vainqueur est celui qui en a additionné le plus de points. Cette compétition se gagne sur la régularité des compétiteurs, puisqu'il ne s'agit pas d'une épreuve d'un jour comme aux Championnats du monde ou aux Jeux Olympiques.
Elle est organisée par la fédération internationale de bobsleigh et de tobogganing (FIBT) et a lieu annuellement depuis 1989 pour les hommes et depuis 1999 pour les femmes, en remplacement de la coupe de la FIBT qui existait depuis 1997.
Les vainqueurs du classement général hommes et femmes se voient remettre un gros Globe de cristal.

## Organisation
Chaque année, plusieurs pistes sont choisies parmi les villes candidates, après ce choix, un nombre limité d'épreuves est retenu. La compétition est organisée la FIBT qui par le biais des sponsors rémunèrent les compétiteurs en fonction de leur classement. Pour réduire les frais, les épreuves hommes et femmes sont organisées le même week-end sur la même piste.

## Système des points
À chaque épreuve dans la saison, des points sont attribués en fonction du classement selon le tableau ci-dessous (répartition à partir de la saison 2008) :
| Place  | 1er | 2e  | 3e  | 4e  | 5e  | 6e  | 7e  | 8e  | 9e  | 10e | 11e | 12e | 13e | 14e | 15e | 16e | 17e | 18e | 19e | 20e | 21e | 22e | 23e | 24e | 25e | 26e | 27e |
| ------ | --- | --- | --- | --- | --- | --- | --- | --- | --- | --- | --- | --- | --- | --- | --- | --- | --- | --- | --- | --- | --- | --- | --- | --- | --- | --- | --- |
| Points | 225 | 210 | 200 | 192 | 184 | 176 | 168 | 160 | 152 | 144 | 136 | 128 | 120 | 112 | 104 | 96  | 88  | 80  | 74  | 68  | 62  | 56  | 50  | 45  | 40  | 36  | 32  |

## Palmarès
: actif en 2024/2025

### Classement général - Hommes
| Année | Vainqueur            | Deuxième             | Troisième            |
| 2024  | Matt Weston          | Marcus Wyatt         | Christopher Grotheer |
| 2024  | Matt Weston          | Christopher Grotheer | Yin Zheng            |
| 2023  | Christopher Grotheer | Matt Weston          | Marcus Wyatt         |
| 2022  | Martins Dukurs       | Axel Jungk           | Christopher Grotheer |
| 2021  | Martins Dukurs       | Alexander Gassner    | Tomass Dukurs        |
| 2020  | Martins Dukurs       | Alexander Tretiakov  | Yun Sung-bin         |
| 2019  | Alexander Tretiakov  | Yun Sung-bin         | Martins Dukurs       |
| 2018  | Yun Sung-bin         | Axel Jungk           | Tomass Dukurs        |
| 2017  | Martins Dukurs       | Yun Sung-bin         | Alexander Tretiakov  |
| 2016  | Martins Dukurs       | Yun Sung-bin         | Tomass Dukurs        |
| 2015  | Martins Dukurs       | Tomass Dukurs        | Axel Jungk           |
| 2014  | Martins Dukurs       | Tomass Dukurs        | Matthew Antoine      |
| 2013  | Martins Dukurs       | Tomass Dukurs        | Alexander Kröckel    |
| 2012  | Martins Dukurs       | Frank Rommel         | Tomass Dukurs        |
| 2011  | Martins Dukurs       | Sandro Stielicke     | Frank Rommel         |
| 2010  | Martins Dukurs       | Frank Rommel         | Sandro Stielicke     |
| 2009  | Alexander Tretiakov  | Florian Grassl       | Frank Rommel         |
| 2008  | Kristan Bromley      | Jon Montgomery       | Zach Lund            |
| 2007  | Zach Lund            | Eric Bernotas        | Alexander Tretiakov  |
| 2006  | Jeff Pain            | Gregor Stähli        | Eric Bernotas        |
| 2005  | Jeff Pain            | Chris Soule          | Duff Gibson          |
| 2004  | Kristan Bromley      | Duff Gibson          | Frank Kleber         |
| 2003  | Chris Soule          | Jeff Pain            | Kazuhiro Koshi       |
| 2002  | Gregor Stähli        | Chris Soule          | Martin Rettl         |
| 2001  | Lincoln DeWitt       | Kazuhiro Koshi       | Jim Shea             |
| 2000  | Andy Böhme           | Chris Soule          | Kristan Bromley      |
| 1999  | Andy Böhme           | Ryan Davenport       | Jim Shea             |
| 1998  | Willi Schneider      | Kazuhiro Koshi       | Andy Böhme           |
| 1997  | Alex Müller          | Ryan Davenport       | Willi Schneider      |
| 1996  | Ryan Davenport       | Michael Grünberger   | Christian Auer       |
| 1995  | Christian Auer       | Franz Plangger       | Alex Müller          |
| 1994  | Christian Auer       | Andi Schmid          | Franz Plangger       |
| 1993  | Franz Plangger       | Christian Auer       | Gregor Stähli        |
| 1992  | Christian Auer       | Gregor Stähli        | Martin Thaler        |
| 1991  | Christian Auer       | Michael Grünberger   | Andi Schmid          |
| 1990  | Christian Auer       | Urs Vescoli          | Franz Plangger       |
| 1989  | Alain Wicki          | Christian Auer       | Andi Schmid          |
| 1988  | Andi Schmid          | Alain Wicki          | Christian Auer       |
| 1987  | Andi Schmid          | Alain Wicki          | Christian Auer       |

### Classement général - Femmes
| Année | Vainqueur             | Deuxième              | Troisième             |
| 2025  | Janine Flock          | Kimberley Bos         | Hannah Neise          |
| 2024  | Kimberley Bos         | Kim Meylemans         | Valentina Margaglio   |
| 2023  | Tina Hermann          | Kimberley Bos         | Mirela Rahneva        |
| 2022  | Kimberley Bos         | Janine Flock          | Elena Nikitina        |
| 2021  | Janine Flock          | Tina Hermann          | Kimberley Bos         |
| 2020  | Jacqueline Lölling    | Janine Flock          | Elena Nikitina        |
| 2019  | Elena Nikitina        | Tina Hermann          | Mirela Rahneva        |
| 2018  | Jacqueline Lölling    | Tina Hermann          | Elisabeth Vathje      |
| 2017  | Jacqueline Lölling    | Tina Hermann          | Mirela Rahneva        |
| 2016  | Tina Hermann          | Jacqueline Lölling    | Jane Channell         |
| 2015  | Janine Flock          | Elizabeth Yarnold     | Tina Hermann          |
| 2014  | Elizabeth Yarnold     | Noelle Pikus-Pace     | Shelley Rudman        |
| 2013  | Marion Thees          | Anja Huber            | Katie Uhlaender       |
| 2012  | Shelley Rudman        | Marion Thees          | Anja Huber            |
| 2011  | Anja Huber            | Mellisa Hollingsworth | Shelley Rudman        |
| 2010  | Mellisa Hollingsworth | Shelley Rudman        | Kerstin Szymkowiak    |
| 2009  | Marion Trott          | Shelley Rudman        | Katie Uhlaender       |
| 2008  | Katie Uhlaender       | Michelle Kelly        | Mellisa Hollingsworth |
| 2007  | Katie Uhlaender       | Noelle Pikus-Pace     | Michelle Kelly        |
| 2006  | Mellisa Hollingsworth | Maya Pedersen         | Diana Sartor          |
| 2005  | Noelle Pikus-Pace     | Maya Pedersen         | Kerstin Jürgens       |
| 2004  | Lindsay Alcock        | Diana Sartor          | Michelle Kelly        |
| 2003  | Michelle Kelly        | Lindsay Alcock        | Tristan Gale          |
| 2002  | Alex Coomber          | Maya Pedersen         | Lindsay Alcock        |
| 2001  | Alex Coomber          | Steffi Hanzlik        | Maya Pedersen         |
| 2000  | Alex Hamilton         | Maya Pedersen         | Michelle Kelly        |
| 1999  | Steffi Hanzlik        | Ursi Walliser         | Maya Pedersen         |
| 1998  | Maya Pedersen         | Steffi Hanzlik        | Susan Speiran         |
| 1997  | Steffi Hanzlik        | Michelle Kelly        | Maya Pedersen         |

## Record de victoires et podiums
: actif en 2024/2025

(NB : certains résultats se basent sans sources officielles car des archives n'existent pas à ce jour. Également, il est à noter qu'il manque des résultats pour les 2 premières coupe du monde de 1987 et 1988)

### Hommes
| Place | Nom                  | Victoires |
| ----- | -------------------- | --------- |
| 1     | Martins Dukurs       | 61        |
| 2     | Aleksandr Tretyakov  | 22        |
| 3     | Yun Sung-bin         | 10        |
| 3     | Gregor Stähli        | 10        |
| 3     | Christopher Grotheer | 10        |
| 6     | Christian Auer       | 9         |
| 6     | Jeff Pain            | 9         |
| 6     | Matt Weston          | 9         |
| 8     | Frank Rommel         | 7         |
| 8     | Kristan Bromley      | 6         |
| 8     | Ryan Davenport       | 6         |
| 8     | Zach Lund            | 6         |
| 8     | Franz Plangger       | 6         |

| Place | Nom                  | Podiums |
| ----- | -------------------- | ------- |
| 1     | Martins Dukurs       | 90      |
| 2     | Aleksandr Tretyakov  | 68      |
| 3     | Yun Sung-bin         | 37      |
| 4     | Tomass Dukurs        | 32      |
| 5     | Christopher Grotheer | 27      |
| 6     | Gregor Stähli        | 25      |
| 7     | Christian Auer       | 23      |
| 8     | Frank Rommel         | 22      |
| 8     | Jeff Pain            | 22      |
| 10    | Matt Weston          | 20      |
| 11    | Axel Jungk           | 19      |
| 12    | Kristan Bromley      | 17      |
| 12    | Chris Soule          | 17      |

### Femmes
| Place | Nom                 | Victoires |
| ----- | ------------------- | --------- |
| 1     | Tina Hermann        | 19        |
| 2     | Elena Nikitina      | 14        |
| 3     | Janine Flock        | 13        |
| 4     | Anja Selbach        | 12        |
| 4     | Jacqueline Lölling  | 12        |
| 6     | Katie Uhlaender     | 11        |
| 6     | Steffi Hanzlik      | 11        |
| 6     | Elizabeth Yarnold   | 11        |
| 9     | Noelle Pikus-Pace   | 9         |
| 10    | Shelley Rudman      | 8         |
| 10    | Maya Pedersen-Bieri | 8         |

| Place | Nom                   | Podiums |
| ----- | --------------------- | ------- |
| 1     | Janine Flock          | 42      |
| 2     | Tina Hermann          | 39      |
| 3     | Mellisa Hollingsworth | 35      |
| 4     | Anja Selbach          | 31      |
| 5     | Jacqueline Lölling    | 30      |
| 6     | Michelle Kelly        | 28      |
| 7     | Maya Pedersen-Bieri   | 26      |
| 8     | Noelle Pikus-Pace     | 23      |
| 8     | Elena Nikitina        | 23      |
| 10    | Katie Uhlaender       | 21      |
| 10    | Shelley Rudman        | 21      |
| 10    | Kimberley Bos         | 21      |